# 왕립 캐나다 기마경찰

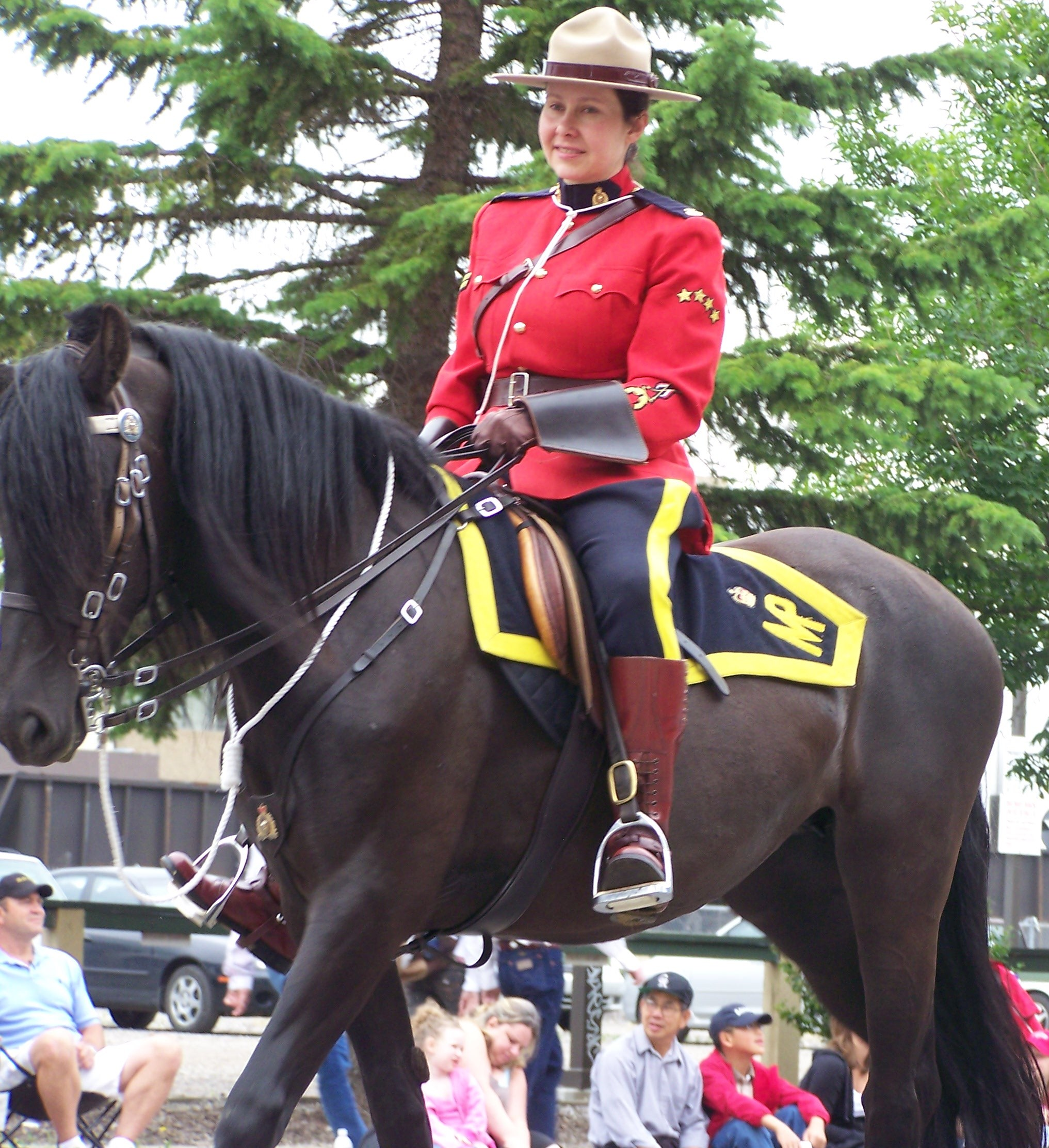
RCMP 사진

왕립 캐나다 기마경찰(영어: Royal Canadian Mounted Police; RCMP) 또는 왕립 캐나다 장다름(프랑스어: Gendarmerie royale du Canada)은 "캐나다의 국립 경찰 서비스"이다.

## 역사
1873년 창설되었으며, 미국에서 이주해온 인디언들이 평화적으로 정착할 수 있도록 도왔다. 이후에도 치안 유지 등의 측면에서 공정한 활동을 해왔다.